# 694537 Vîntdevară
694537 Vîntdevară è un asteroide della fascia principale esterna. Scoperto nel 2015, presenta un'orbita caratterizzata da un semiasse maggiore pari a 3,193246 UA e da un'eccentricità di 0,188923, inclinata di 15,706205ª rispetto all'eclittica.